# 化粧料
化粧料（けしょうりょう／けわいりやう）は、江戸時代に女性が嫁ぐ際に取り交わされた持参金や土地・権利。または中世に女性が生前に許された相続財産。明治に下ると上流階級の子女が嫁いだ後の、実家からの小遣いを意味した。例としては鍋島家から梨本宮に上がった伊都子に父・直大から月50円（当時の首相の俸給より高額）が送られていた。
- 一期分
- 化粧田
- 化粧水 (水利)